# Docteur (album)
 (février 2024).
Si vous disposez d'ouvrages ou d'articles de référence ou si vous connaissez des sites web de qualité traitant du thème abordé ici, merci de compléter l'article en donnant les références utiles à sa vérifiabilité et en les liant à la section « Notes et références ».
Pour les articles homonymes, voir Docteur.
Albums de Dorothée
Maman
(1986) Attention danger
(1988)
Docteur est le septième album studio de Dorothée qui sort à la rentrée 1987.

## Historique
Cet opus marque un changement radical dans la carrière de Dorothée puisqu'il coïncide avec son arrivée à la tête de l'unité des programmes jeunesse de TF1.
Docteur est le premier album de "l'ère Club Dorothée" et affirme un nouveau style musical davantage axé sur les chansons d'amour et s'éloignant considérablement de l'esprit ludique et poétique des premiers albums. Le premier extrait Docteur ne rencontrera qu'un succès timide malgré son intensive promotion.
Cet opus marque l'arrivée d'un nouveau genre musical dans l'univers artistique de Dorothée, il s'agit du "Rock'n'roll". Ce style sera exploité à de nombreuses reprises sur les albums à venir et c'est Michel Jourdan qui inaugure cette nouveauté en écrivant le titre Le Rock'n'roll est de retour.
À noter que le morceau Ça donne envie de chanter deviendra le générique officiel du Club Dorothée de 1987 à 1993. 
La chanson Choubidou bidou bidou est présentée avec un final en fondu, un "Fade Out", mais celui-ci n'est pas dupliqué à la réédition remasterisée de l'album Docteur paru chez MCA en 2018. 
Cet album ne bénéficie que d'un seul extrait en 45 tours : Docteur (comprenant en face B Ca donne envie de chanter). Néanmoins, le titre Le blues de toi sera placé ensuite en face B du 45 tours Attention Danger en mai 1988.

## Titres
| No  | Titre                                        | Durée |
| --- | -------------------------------------------- | ----- |
| 1.  | Docteur                                      |       |
| 2.  | P'tit gars                                   |       |
| 3.  | Hep Monsieur !                               |       |
| 4.  | Pas pour toi                                 |       |
| 5.  | Monsieur le Directeur                        |       |
| 6.  | Ca donne envie de chanter                    |       |
| 7.  | Le jour où la terre s'est arrêtée de tourner |       |
| 8.  | Shoubidou bidou bidou                        |       |
| 9.  | Les filles et les garçons                    |       |
| 10. | Le Rock'n'roll est de retour                 |       |
| 11. | Valise, valise                               |       |
| 12. | Le blues de toi                              |       |

## Singles
- Docteur / Ca donne envie de chanter (novembre 1987).
- Le blues de toi / Attention danger (mai 1988).

## Crédits
- Paroles : Jean-François Porry.
- Musiques : Jean-François Porry / Gérard Salesses.
- Sauf Le Rock'n'roll est de retour : Paroles et musique de Michel Jourdan.